# Оксана Марафиоти
Оксана Марафиоти Копиленко (енгл. Oksana Marafioti; 1974) је америчка списатељица јерменског и руског ромског порекла.

## Биографија
Рођена је 1974. у Совјетском Савезу, по очевој страни је руског ромског порекла. Дипломирала је на Универзитету у Лас Вегасу као класична пијанисткиња и редитељ. Ауторка је књиге American Gypsy: A Memoir 2012. године. Њени радови су објављивани у часописима Rumpus, Слејт и Time, као и у бројним књижевним часописима и антологијама, укључујући Literary Orphans, Story South и Immigrant Voices Vol. Године 2013. је била стипендиста Конгресне библиотеке и добитница награде Picador Универзитета у Лајпцигу 2020. Представила је своје истраживање Magical Realism In Soviet Russia у Конгресној библиотеци 2013. и учествовала је у C-SPAN панел дискусији о раси и етничкој припадности 2015. године. Године 2018. је основала онлајн студио за креативно писање Lounge Writers који нуди часове награђиваних и најпродаванијих аутора како би помогли писцима свих нивоа да истраже и унапреде свој занат. Била је коуредник специјалног издања о ромској књижевности Critical Romani Studies Journal на Централноевропском универзитету у Будимпешти 2020. године.